# Hariobaud
Hariobaud (lateinisch Hariobaudes) war ein alamannischer Gaukönig im 4. Jahrhundert.
Der römische Schriftsteller Ammianus Marcellinus berichtet, der Caesar (Unterkaiser) Julian habe im Jahr 359 bei Mogontiacum (heute Mainz) den Rhein überschritten und mit den Alamannenkönigen Hariobaud, Makrian, Ur, Ursicinus, Vadomar und Vestralp nach Rückgabe aller Gefangenen Friedensverträge abgeschlossen.
Hariobauds Name leitet sich von den althochdeutschen hari (Heer) und biotan (gebieten) ab.